# Johann Ulrich von Cramer
Johann Ulrich von Cramer (8 de noviembre de 1706-18 de junio de 1772) fue un eminente juez alemán, jurista y filósofo ilustrado. 
Fue el representante más importante del wolffianismo en el área del Derecho. Fue el primer profesor universitario de la Universidad de Marburgo y en la época llegó a convertirse en uno de los jueces más reconocidos del Sacro Imperio Romano Germánico, trabajando en Viena y Wetzlar.

## Publicaciones

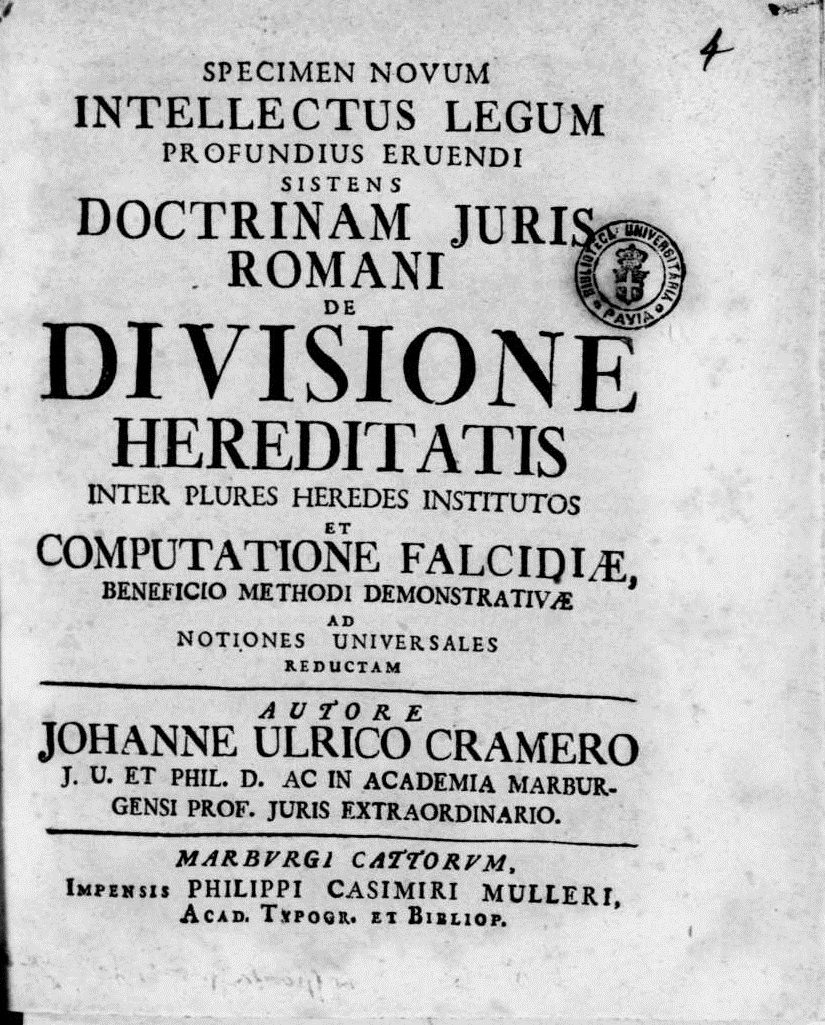
Specimen novum intellectus legum profundius eruendi, 1732

- Johann Ulrich v. Cramer: Opuscula, 5 vols., Wolfgang Drechsler (ed.) = Christian Wolff, Gesammelte Werke, IIIrd series, vol. 34, pts. 1-5, Hildesheim - Zürich - New York: Olms, 1996.

- De iurisconsulto inventore.
- De pacto hereditario renunciativo filiae nobilis.
- Specimen novum intellectus legum profundius eruendi (en latín). Marburg: Philipp Kasimir Müller. 1732.
- Specimen novum iuris naturalis de aequitate in probabilibus.

- Datos: Q4237557
- Multimedia: Johann Ulrich von Cramer / Q4237557